# Flagship Studios
Pour l’article homonyme, voir Flagship.
Ne doit pas être confondu avec Flagship (entreprise).
Flagship Studios est une société américaine de développement de jeux vidéo (principalement sur PC) fondée en 2003 par plusieurs anciens employés de Blizzard Entertainment : Bill Roper, Max Schaefer (it), Erich Schaefer (it), et David Brevik. 
C'est depuis 1993 que les principaux membres de Flagship Studios collaboraient en équipe.  En équipe, ils décident de fonder Condor Studios (racheté par la suite et rebaptisé Blizzard North) et, outre leur participation active dans le développement de la franchise Diablo, beaucoup ont été des cadres supérieurs clés dans le développement des jeux Warcraft, StarCraft et World of Warcraft. C'est à la suite de la démission massive de la direction de Blizzard North que Flagship Studios a été créé. Ce qui a causé ce départ est un conflit avec Vivendi, la société mère de Blizzard Entertainment, qui a remis en question l'existence de la société ce qui implique le sort de l'équipe de développement et des titres, qui était alors en suspens.
Flagship Studios était devenu partenaire avec Namco Hometek et HanbitSoft pour couvrir un marché international concernant la commercialisation et la distribution des jeux. La société a été dissoute en août 2008 en raison de problèmes financiers. Max Schaefer et Erich Schaefer ont ensuite participé à la création de Runic Games.
Elle est à l'origine du jeu Hellgate: London édité par Electronic Arts. 

## Titres

### Hellgate: London
C'est un jeu qui est dans le style de Diablo 1 et 2, mais en mode de première ou troisième personne. Il se déroule dans le futur et le héros est confronté à des hordes de démons déchaînés qui font régner le chaos.
En 2009, Flagship Studios a décidé de fermer les serveurs multijoueurs mais le mode solo est toujours actif. En 2010, HanbitSoft les relance. Le jeu est disponible à la vente à nouveau sur Steam en 2018.
Le jeu reçoit une note de 70 sur Metacritic et 15/20 sur jeuxvideo.com.

### Mythos
C'est une succursale de Flagship Studios, Flagship Seattle qui a eu la charge de développer le jeu qui consiste en un RPG en ligne, similaire à Diablo. Ce jeu a été utilisé pour tester la technologie de réseau derrière le composant multijoueur de Hellgate : London. À l'origine, le jeu devait être gratuit et téléchargeable bien que le modèle de financement n'ait jamais été fixé. En effet, après les licenciements chez Flagship Studios en raison des problèmes financiers, les droits de Mythos ont été revendiqués par la société coréenne Hanbitsoft qui les avait offerts en garantie de prêts plus tôt dans l'année. Travis Baldree (concepteur principal) et le cofondateur de Flagship Studios, Max Schaefer décident par la suite de fonder une nouvelle société de jeux vidéo, Runic Games. Ils sont accompagnés avec le reste de l'équipe de Flagship Seattle composé de 14 personnes. Runic Games a développé le jeu de rôle d'action Torchlight, de type Diablo, en 2009. Ils ont depuis quitté Runic pour fonder Double Damage Games.